# Northrop YA-9
Le Northrop YA-9 est un prototype d'avion construit lors de l'appel d'offres que L'USAF lança le 6 mars 1967 pour son programme Attack Experimental ou A-X d'avion d'attaque au sol peu coûteux. Cet avion perdit dans la compétition face au Fairchild A-10 Thunderbolt II.

## Conception et développement

### Contexte
La critique selon laquelle l'United States Air Force n'avait pas d'appui aérien rapproché suscita sérieusement la recherche d'un avion d'attaque spécialisé. Durant la guerre du Viêt Nam, un grand nombre d'avions d'attaque au sol furent abattus par des armes légères, des missiles surface-air (SAM, Surface-to-Air Missile) et des tirs antiaériens à basse altitude, provoquant le développement d'un avion mieux à même de survivre à de telles armes. Les jets rapides tels que le F-100 Super Sabre, le F-105 Thunderchief et le F-4 Phantom II se sont avérés inefficaces la plupart du temps pour un appui aérien rapproché. L'A-1 Skyraider fut le premier avion de l'United States Air Force d'appui aérien rapproché.

### A-X

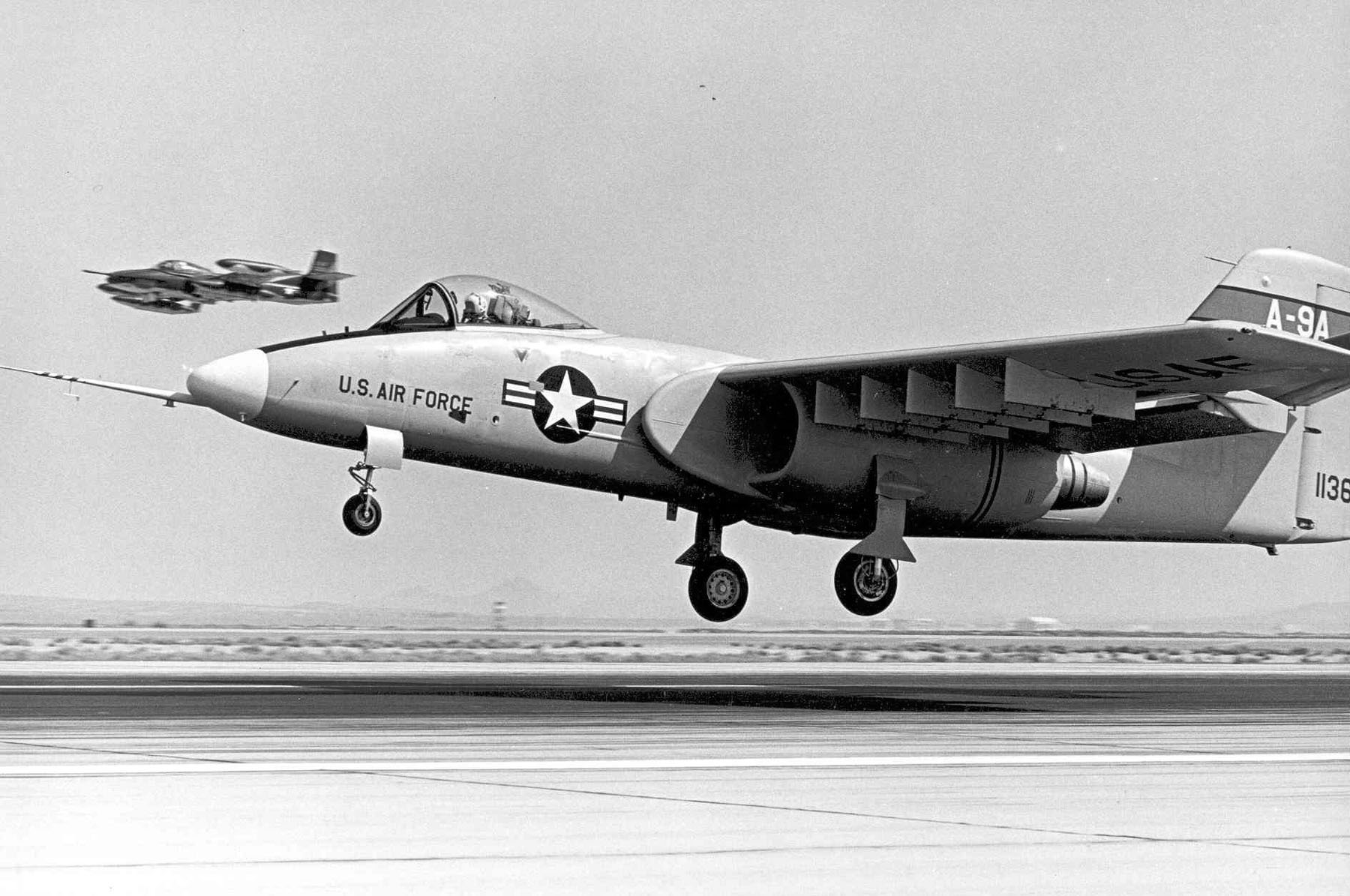
Northrop YA-9 au décollage

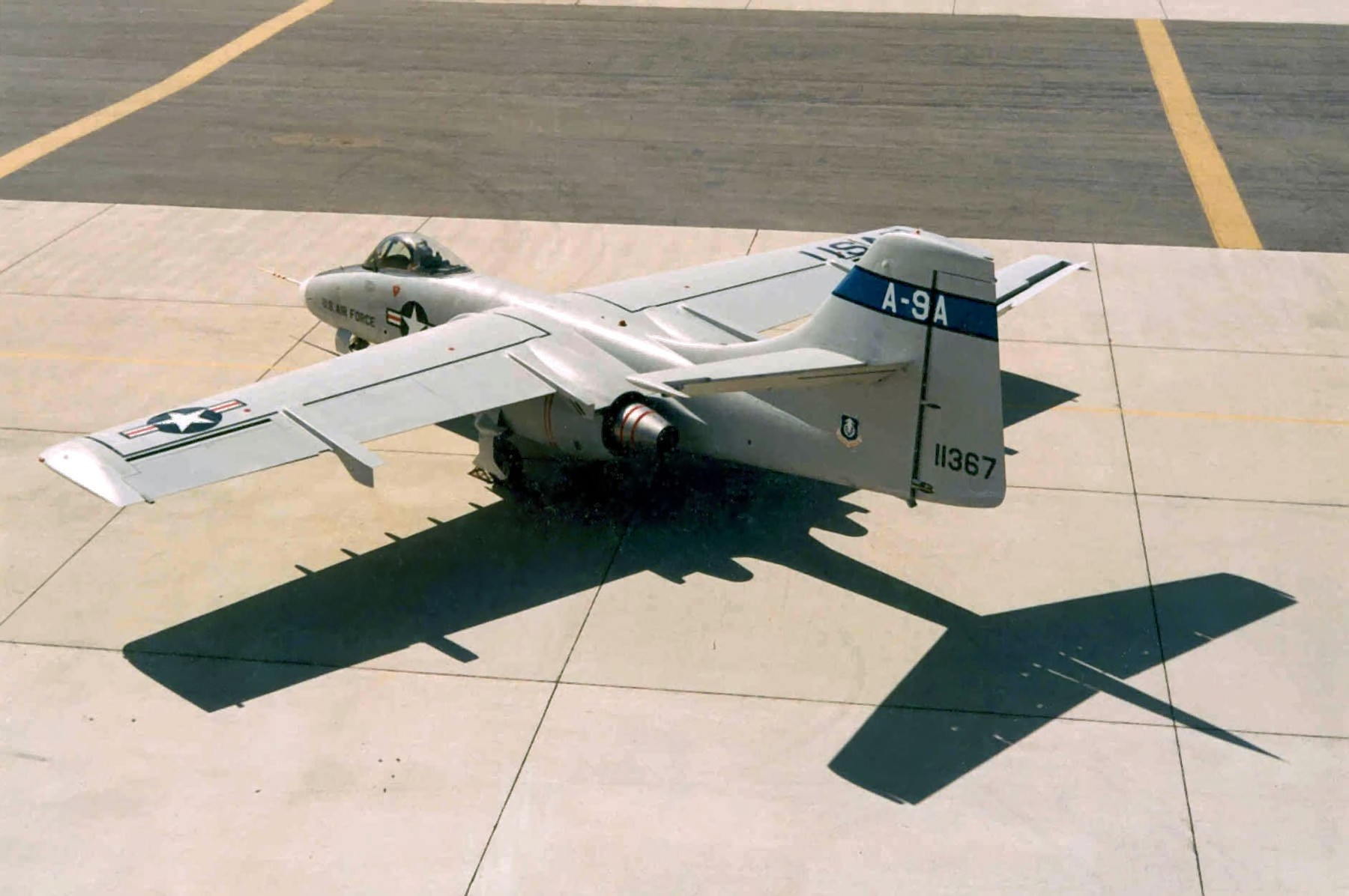
Vue arrière

À la mi-1966, l'United States Air Force forma le bureau du programme Attack Experimental (A-X). Le 6 mars 1967, l'Air Force publia une demande d'information à 20 constructeurs de la défense pour l'A-X. L'objectif était de créer une étude de conception d'un avion d'attaque à faible coût. Les discussions avec les pilotes d'A-1 Skyraider opérant au Viêt Nam et l'analyse des avions actuels dans ce rôle indiquèrent que l'avion idéal devrait avoir une grande autonomie, une bonne maniabilité à basse vitesse, un canon avec une puissance de feu massive, et une capacité de survie extrême ; un avion qui avait les meilleurs éléments de l'Iliouchine Il-2, du Henschel Hs 129 et du Skyraider.
En mai 1970, l'US Air Force publia un appel d'offres modifié et encore plus détaillé. La menace soviétique et des opérations d'attaque par tous les temps était devenue plus grave. Il était alors inclus dans les exigences que l'avion serait conçu spécifiquement pour le canon de 30 mm. L'appel d'offres demanda également un avion d'une vitesse maximum de 460 mph (740 km/h), une distance de décollage de 4 000 pieds (1 200 m), une charge externe de 16 000 livres (7 300 kg), un rayon de mission de 285 miles (460 km) et un coût unitaire de 1,4 million de dollars. Pendant ce temps, un appel d'offres a été réalisé pour un canon A-X de 30 mm, avec pour exigences une cadence de tir de 4 000 obus par minute et une vitesse initiale élevée. 6 entreprises présentèrent des propositions à l'United States Air Force avec Northrop Grumman et Fairchild Engine & Airplane Corporation choisis pour construire des prototypes, respectivement l'YA-9A et l'YA-10A. General Electric et Philco-Ford ont été choisis pour construire et tester les prototypes de canons GAU-8.
Bien que l'utilisation de turbopropulseurs avaient été envisagés dans certains concepts du projet A-X, les turboréacteurs à double flux ont été choisis pour les prototypes. L'A-9 utilisait le moteur Lycoming F-102 tandis que l'A-10 utilisait le GE TF34 (comme dans le contemporain Lockheed S-3 Viking). L'YA-9 effectua son premier vol, le 30 mai 1972.

### Abandon
En dehors des avions eux-mêmes, le programme A-X incluait également le développement d'un canon puissant devant équiper l'avion gagnant. Finalement, cela allait être le GAU-8 Avenger, mais pour les essais, l'YA-9 et l'YA-10 furent tous les deux équipés d'un canon plus petit : le M61 Vulcan. Sur l'A-10, l'emplacement des moteurs vers la queue et le fait qu'ils soient très écartés est moins conventionnel, mais offre une plus grande capacité de survie dans le cas d'un tir sur la zone du moteur. La double dérive de l'A-10 cache également la signature infrarouge du moteur et son bruit. Elle offre une redondance dans le cas où l'une des dérives est détruite.
Une séance de vol d'essais des deux prototypes fut effectuée entre le 10 octobre et le 9 décembre 1972. L'YA-10 fut déclaré vainqueur le 18 janvier 1973.
Les deux prototypes YA-9 ont ensuite été relégués à la NASA pour continuer les essais en vol avant d'être rapidement abandonnés. Ainsi, les moteurs sur-mesure des YA-9 ont été récupérés, et été installés par la suite sur le C-8 Buffalo faisant partie du projet Quiet Short-haul Research Aircraft (QSRA), un avion commercial silencieux court-courrier.

## Survivants
- 71-1367 - Edwards Air Force Base
- 71-1368 - March Field Air Museum, March Air Reserve Base (Californie)

### Développement lié
- photo du QSRA : en:file:NASA QSRA.jpg

### Aéronefs comparables
- A-10 Thunderbolt II
- Soukhoï Su-25